# Volby v Arménii
Volby v Arménii jsou demokratické. Volí se do parlamentu, místních zastupitelstev a každých pět let se konají prezidentské volby. Arménská politika však v některých oblastech obsahuje „východní prvky“. Voliči volí smíšeným volebním systémem do jednokomorového Národního shromáždění 131 poslanců na čtyřleté volební období.

## Dominantní politické strany
- Republikánská strana Arménie
- Prosperující Arménie
- Arménský národní kongres
- Arménská revoluční federace
- Orinats Yerkir